# متحف أنطون تشيخوف الأدبي
متحف أنطون تشيخوف الأدبي ، هو متحف يقع في منطقة روستوف أوبلاست في روسيا في مدينة تاغانروغ، في مبنى كان مدرسة للأولاد، حيث كان أنطون تشيخوف يدرس. المتحف هو جزء من متحف و محمية طبيعية الحكومي للأدب والتاريخ والهندسة المعمارية لتاغانروغ.

## تاريخ
كان افتتاح مبنى المدرسة للأولاد في عام 1843، وتم بناؤه وفقًا لمشروع المهندس المعماري فرانشيسكو بوفو، وكان النمط الرئيسي للمبنى هو الكلاسيكية الروسية. درس الشاب أنطون تشيخوف في هذه المدرسة بين 1868 و 1879. هذا المكان كان هو مصدر إهام الكاتب لكتابة بعض من قصصه.  ثم في المبنى كان هناك مدرسة ثانوية، التي كانت تسمى باسم تشيخوف في عام 1954. كانت المدرسة تعمل حتى عام 1975، وفي عام 1980، قرر استبدالها بالمتحف.

### المتحف في الوقت الحاضر
يعرض المتحف حياة وأعمال أنطون تشيخوف، وتأثيره بمدينة تاغونروغ في فنه.  في 29 يناير 2010، بمناسبة الذكرى 150 للكاتب، تم افتتاح معرض جديد بعنوان «تشيخوف: إلى مسقط رأسه وإلى العالم». المعرض يحتوي على أكثر من 1600 قطعة.

الذكرى ال150 للكاتب
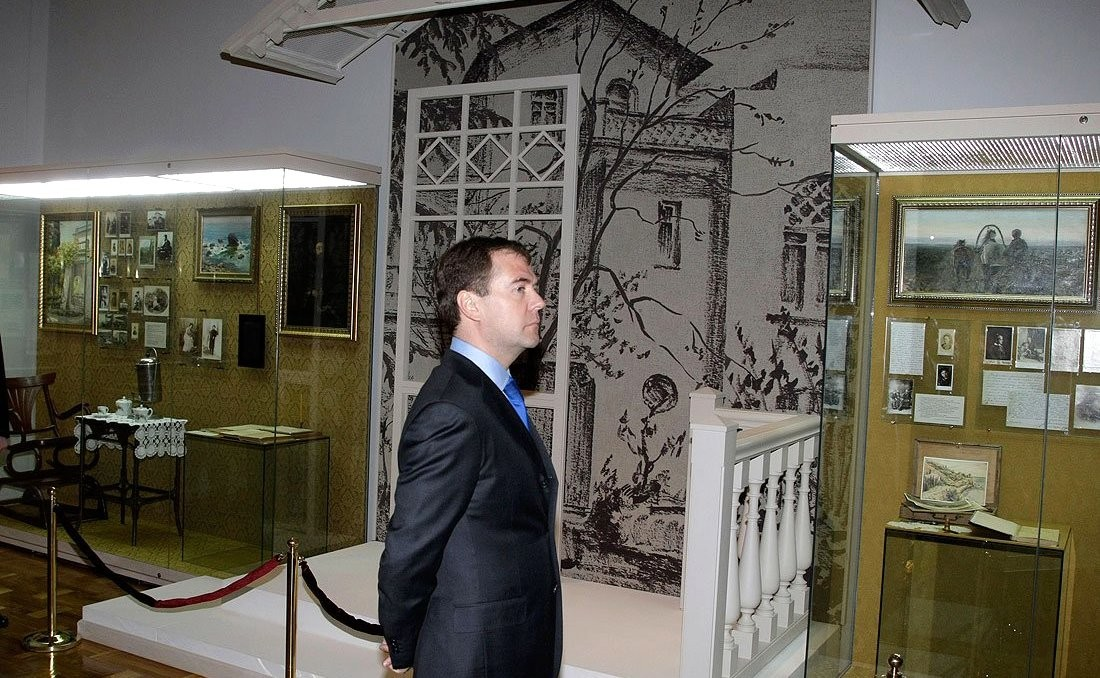
ديمتري ميدفيديف في المتحف الأدبي
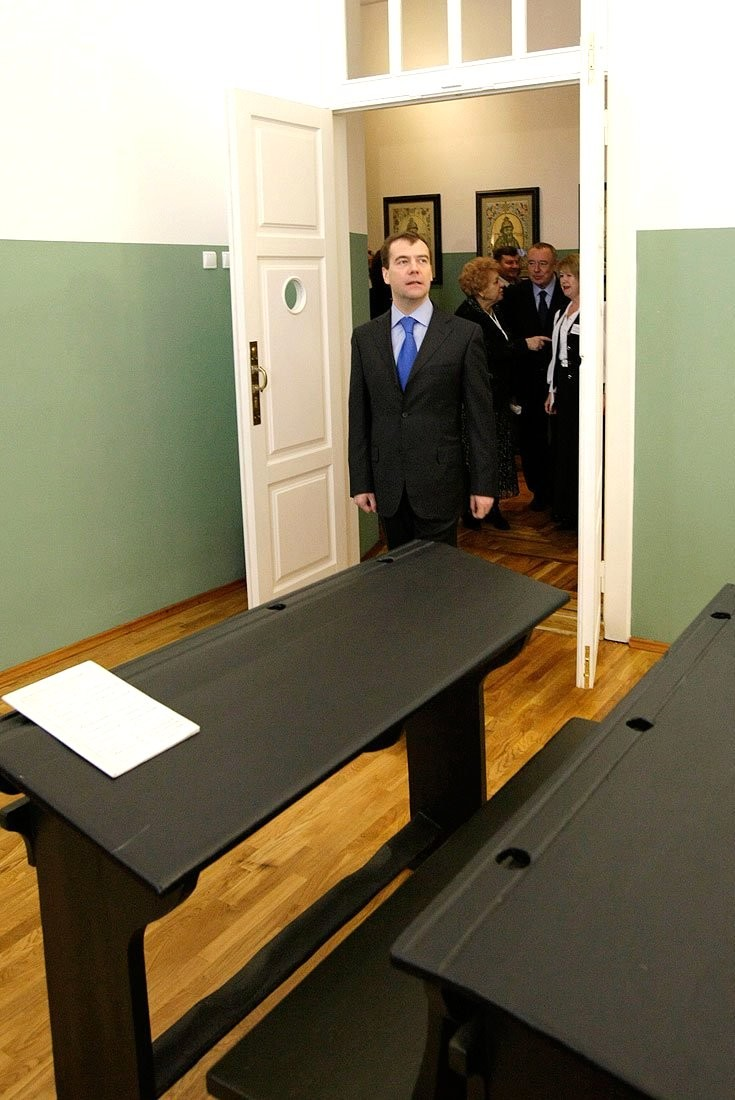
ديمتري ميدفيديف في المتحف الأدبي